# Valentine Penrose
Valentine Penrose, nacida Valentine Boué (Mont-de-Marsan, Landas; 1 de enero de 1898-Chiddingly, Sussex Oriental; 7 de agosto de 1978) fue una escritora y artista plástica francesa vinculada al surrealismo.

## Trayectoria
Hija de Suzanne Doumic y del militar Maxime Boué, nació en las Landas francesas. Estudió en un internado para hijas de militares de la Legion d'Honneur. En 1916, fue a París a estudiar Bellas Artes. Años después, en 1924, tratando de ponerse en contacto con un crítico literario, conoció casualmente, en Cassis-sur-Mer, al pintor Roland Penrose. Se casaron al año siguiente y se instalaron en París donde formaron parte junto a Max Ernst y su esposa Marie-Berthe, Paul Éluard y Nusch Éluard, Man Ray, André Masson, Joan Miró, Luis Buñuel, Pablo Picasso y Dora Maar, Robert Desnos, Yves Tanguy, Salvador Dalí, Tristan Tzara, André Breton o René Char entre otros del grupo de artistas surrealistas en el que, a pesar de ser reconocida por Paul Éluard como una de las más eminentes poetas francesas, fue más valorada como musa que por su talento e inspiró a Man Ray, Max Ernst, Wolfgang Paalen, Eileen Agar, Picasso o Miró.
La escritora había entrado en contacto con el surrealismo a finales de la década de 1920 y ya nunca se apartó del movimiento. Publicó en 1924 su primer poema, Pater, que es una reinterpretación del Padre Nuestro. En 1926, publicó en la revista marsellesa Cahiers du Sud (número 82) unos poemas que ironizan sobre estampas populares franceses, Imágenes de Épinal, escritos en Cassis-sur-Mer.
Ese mismo año, participó en la publicación del primer número de la revista La révolution surrealiste y fue la única mujer que figura entre los cincuenta encuestados sobre el amor por André Breton, en el número 12 (1929) de la misma revista. Posteriormente, colaboró en London Bulletin, revista editada por E.L.T. Mesens y publicada por la London Gallery de Londres en 20 números entre abril de 1938 y junio de 1940; en la revista Dyn, editada en México por el artista austriaco Wolfgang Paalen pero distribuida en Londres y Nueva York y en Free Unions, editada por Simon Watson Taylor que contó únicamente con un primer y único número. Publicó en 1935, en los Cahiers GLM el poemario Hierba a la Luna, con prefacio de Paul Éluard.
Su inquietud por todas las artes la llevó en 1930 a aparecer en la película de Buñuel y Dalí La Edad de oro (se la puede ver en el minuto 31) y en el film doméstico de Man Ray La Garoupe (1937) junto a Picasso y Paul y Nusch Éluard.
Su vida en pareja se caracterizó por una intensa actividad social tanto en París, Inglaterra o durante los veranos en la Provenza de la que han quedado numerosos testimonios gráficos. También realizó junto a Roland viajes exóticos a lugares como Egipto, adonde la primera vez, en 1927, acudieron invitados por el amigo de Roland Bonamy Dobrée y en cuya casa conocieron al egipcio Aziz Elouy Bey, esposo entonces de Lee Miller y al español Vicente Galarza y Pérez Castañeda, vizconde de Santa Clara, místico y estudioso de las filosofías orientales, cuyas enseñanzas calaron profundamente en la pareja, especialmente en la poeta que siempre había tenido interés por la alquimia y el esoterismo. Tal fue el interés que, en el invierno de 1928, se establecieron durante varios meses en una aldea próxima a las pirámides para visitar a Galarza. A la vuelta, ella se matriculó en la Sorbona para estudiar filosofía oriental.
Prefiriendo paisajes más verdes, tranquilos y menos luminosos que los de la Provenza que no eran de gusto de la artista, en 1930 compraron un viejo castillo en Auch, Château de Puy, donde recibieron visitas de sus amigos surrealistas, aunque sus actividades allí consistieron, al contrario que en la Costa Azul, en pasar más tiempo en la naturaleza, hacer excursiones por los Pirineos e incluso cruzar a España. En 1932, estuvieron durante cinco meses en la India para visitar a unos amigos y también a Galarza, que en aquellos momentos vivía en un ashram. En este viaje, los intereses de la pareja comenzaron a divergir. Roland recibió la herencia de sus padres e inició la vida como coleccionista y promotor de arte por la que es conocido, convirtiéndose en una figura imprescindible del espacio artístico europeo del momento, mientras que los deseos totalmente opuestos de ella, la llevaron a instalarse en la India. Cuando volvió de allí, fue a pasar el verano de 1936 a Mougins junto a Paul y Nusch Éluard, Roland, Picasso, Dora Maar, Man Ray, David Gascoyne, Christian e Yvonne Zervos, donde ella, Roland, Gascoyne y los Zervos planearon viajar a España para apoyar a la Segunda República Española que estaba siendo acusada por la propaganda franquista de destruir el patrimonio artístico. Durante su estancia de seis semanas en Cataluña, se entrevistaron con representantes del Partido Obrero de Unificación Marxista (POUM) como miembros interinos del Independent Labour Party, visitaron a la madre de Picasso, asistieron a un mitin de Emma Goldman y al funeral de Durruti. Finalmente escribieron el libro, firmado por Roland y Zervos, Art and the Present in Catalonia, donde testimoniaron el trato cuidadoso de los republicanos a las obras de arte y la negligencia de la Iglesia. También redactaron el manifiesto Declaration on Spain, firmado por una larga lista de nombres que incluía a Henry Moore y Herbert Read en el que reclamaban armas para la República, que se publicó en el periódico Contemporany Poetry and Prose acompañado del largo poema de Penrose To a woman, to a Path. En este tiempo, la poeta también realizó traducciones de Federico García Lorca al francés del que es una de sus primeras traductoras.
A la vuelta de España, los Penrose volvieron a continuar cada uno su propio camino. A partir de entonces, ella solo tuvo breves y discretas relaciones con mujeres, aunque algunas dejaron huella en su obra. Como la que mantuvo con la poeta y pintora surrealista Alice Rahon Paalen esposa de Wolfgang Paalen, a la que dedicó algunas composiciones en Suertes del fulgor y Poemas, ambos de 1937, con quien viajó a la India y tras viajar por Bombay, Goa y Podicherry, se instaló en el áshram de Mirtola, cerca de Almora, en las montañas del norte. Allí, se dedicó a aprender sánscrito y en 1939 firmó el divorcio de Roland. Rahon se marchó a México donde escribió los poemas Muttra y Sablier couché y varios textos de la colección Noir Animal que aluden a su relación con Penrose.
Vivía en la India estudiando sus místicas, cuando estalló la Segunda Guerra Mundial y regresó a Londres para vivir con Roland y su nueva esposa, la fotógrafa Lee Miller y formar parte del grupo surrealista de Londres. Tiempo después, al igual que otros surrealistas como Benjamin Peret o Claude Cahun, se unió voluntariamente a la Resistencia francesa y fue destinada a Argelia como conductora.
Cuando terminó la guerra, se estableció en París y publicó en 1945, Martha’s opera. Hasta su muerte, repartió su vida entre su casa familiar de Gascuña, un pequeño hotel de Montparnasse en París y Farley Farm, la casa de los Penrose en Sussex.
Desde mediados de los años 30 realizó collages y dibujos, una faceta artística que cultivó ocasionalmente y en 1951, publicó su libro ilustrado Dones de las Femeninas, una historia de amor lésbico entre María Elona y Rubia ambientada en España, donde combinó collages hechos por ella misma con poemas en francés e inglés a lo Max Ernst, con la diferencia, según su editora Elisabet Riera, de que aquí las mujeres no son víctimas humilladas con un punto sádico, sino las protagonistas. Para la edición, Paul Éluard escribió el prefacio y Picasso aportó un aguafuerte.
En 1957 viajó a Tenerife invitada por el matrimonio formado por Maud Bonneaud y el crítico de arte Eduardo Westerdahl en cuya casa se instaló durante 5 meses. Visitó también al pintor Óscar Domínguez. La historia y tradiciones de los guanches le fascinaron y escribió una Mitología de las islas que no terminó pero se publicó parcialmente en la revista Métamorphose. La isla también le inspiró los poemas El verdino y El carrito. Su amiga tradujo algunos de sus poemas y realizó labores editoriales tanto durante la vida como a la muerte de la poeta.
Le interesó mucho la historia de Erzsébet Báthory por lo que viajó a Austria y Hungría para conocerla y en 1962 publicó La condesa sangrienta, un relato histórico sobre una noble que vivió entre 1560 y 1614 en territorios húngaros hoy pertenecientes a Eslovaquia, conocida por haber asesinado a más de 650 jóvenes. La obra fue muy valorada por Georges Bataille en su libro Las Lágrimas de Eros, se convirtió en un éxito e impresionó a los surrealistas. Llamó asimismo la atención de Alejandra Pizarnik, que en 1966, se basó en el relato de Penrose para su propio trabajo, La condesa sangrienta. En 1971, el cineasta Peter Sasdy se inspiró en ella para su película Countess Dracula, con Ingrid Pitt en la figura principal de la obra. En 2009, July Delpy también se inspiró en ella para escribir y dirigir La condesa. La curiosidad de Penrose se extendió hasta la figura del mariscal Gilles de Rais, sobre el que se documentó y al que dedicó un poema. A lo largo de su vida, mostró una pronunciada inclinación por el esoterismo, los templarios, las amazonas, las pitonisas, las sibilas, el tarot, la astrología y el zodiaco.
En 1972, con 74 años, seis antes de su muerte, publicó Las magias cuya cubierta es una litografía de Miró. Falleció a consecuencia de la leucemia que sufría el 7 de agosto de 1978 en Farley Farm. Conocedora del tarot y la astrología y druidesa de la naturaleza, tuvo la voluntad de que, en una noche de luna llena, sus cenizas se depositaran bajo un roble.

## Obra
- 1926 - Imagerie d'Épinal. Cahiers du Sud, Marsella. Poemas.
- 1935 - Herbe à la lune. GLM, París. Prefacio de Paul Éluard. Poemas.
- 1936 - Le Nouveau Candide. GLM, París. Con frontispicio de Wolfgang Paalen.
- 1937 - Sorts de la lueur. GLM, París. Poemas.
- 1937 - Poèmes. GLM, París.
- 1945 - Martha's opera. Fontaine, París. Novela epistolar.
- 1951 - Dons des féminines. Les Pas perdus, París. Poemario y collages con prefacio de Paul Éluard y un aguafuerte de Picasso.
- 1962 - Erzsébet Báthory la Comtesse sanglante. Mercurio de Francia, París; reeditado por la casa Gallimard en 1984.[18] Relato.
- 1972 - Les Magies. Les Mains libres, París. Poemas, con una litografía de Joan Miró.
- 1973 - Tàpies les sources innommées. Artículo aparecido en L'Art vivant no 35.
- 2000 - Œuvres complètes. Joëlle Losfeld, París.
- 2001 - Écrits d'une femme surréaliste. Joëlle Losfeld, ISBN 978-2844120915. Reedición Gallimard, col. Poésie, 2003 ISBN 2844120911. Edición de Georgiana Colvile. Prefacio de Antony Penrose.
- 2020 - Valentine Penrose. La surrealista oculta. Obra reunida. WunderKammer. ISBN 978-84-949725-8-4.